# Elecciones Asamblea Nacional Constituyente de Guatemala de 1927
Las elecciones constituyentes se realizaron en Guatemala en junio de 1927. Lázaro Chacón González colocó a 33 de sus allegados para obtener beneficios políticos en la Constituyente